# Jochem Schmitt
Jochem Schmitt (* 28. August 1950; † 12. August 2014 in Berlin) war ein deutscher Rechtswissenschaftler und Universitätsprofessor.

## Leben
Schmitt war seit dem 1. August 1990 Professor für Bürgerliches Recht, Arbeits- und Sozialrecht an der Freien Universität Berlin. 1997 lehnte Schmitt einen Ruf an die Fernuniversität Hagen ab. Zwischen 2004 und 2006 war Schmitt Dekan des Fachbereichs. Er war langjähriger Mitautor des Münchener Kommentars zum Bürgerlichen Gesetzbuch.

## Schriften (Auswahl)
- Entgeltfortzahlungsgesetz und Aufwendungsausgleichsgesetz: EFZG AAG. Beck, München 2001.
- Sozialrecht. Beck, München 2001.